# Wereldbeker biatlon 2014/2015
De IBU wereldbeker biatlon 2014/2015 (officieel: BMW IBU World Cup Biathlon 2014/2015) ging van start op 30 november 2014 in het Zweedse Östersund en eindigde op 22 maart 2015 in het Russische Chanty-Mansiejsk. Het hoogtepunt van het seizoen waren de wereldkampioenschappen biatlon 2015 in Kontiolahti, Finland. Deze wedstrijden telden ook mee voor het wereldbekerklassement, dit in tegenstelling tot de sporten die onder de FIS-organisatie vallen.
De biatleet die aan het einde van het seizoen de meeste punten had verzameld is de eindwinnaar van de algemene wereldbeker. Ook per onderdeel werd een apart wereldbekerklassement opgemaakt. De algemene wereldbeker werd gewonnen door de Fransman Martin Fourcade en de Wit-Russin Darja Domratsjeva.

## Deelnemers
Aan het deelnemersveld was dit seizoen niets veranderd ten opzichte van de afgelopen jaren, toen het startveld werd ingekrompen. Enerzijds werd het aantal deelnemers per land beperkt, anderzijds werden de eisen aan de biatleten verscherpt. De IBU wilde hiermee het algehele niveau van de wereldbeker verhogen, beter waarborgen dat tijdens een wedstrijd de biatleten dezelfde omstandigheden hebben en dat de gehele wedstrijd rechtstreeks op televisie uitgezonden kan worden. 
Het aantal deelnemers per land hing af van de resultaten van de vorige wereldbekers. De beste vijf landen uit het landenklassement mochten maximaal zes sporters inschrijven voor de individuele nummers, de volgende vijf landen vijf sporters enzovoorts. Daarnaast mochten drie wildcards worden vergeven, waardoor het maximaal aantal biatleten dat aan de start kon verschijnen was beperkt tot 108.
Het aantal startplaatsen per land was als volgt:
Mannen
- 6 startplaatsen:  Noorwegen,  Rusland,  Duitsland,  Oostenrijk,  Frankrijk
- 5 startplaatsen:  Zweden,  Tsjechië,  Oekraïne,  Slovenië,  Italië
- 4 startplaatsen:  Canada,  Zwitserland,  Verenigde Staten,  Slowakije,  Wit-Rusland
- 3 startplaatsen:  Bulgarije,  Estland,  Finland,  Letland,  Kazachstan
- 2 startplaatsen:  Roemenië,  Litouwen,  Verenigd Koninkrijk,  Polen,  Servië
- 1 startplaatsen:  Japan,  China,  Zuid-Korea,  Nederland,  Australië
- 0 startplaatsen:  Moldavië,  Spanje

Vrouwen
- 6 startplaatsen:  Noorwegen,  Rusland,  Duitsland,  Oekraïne,  Frankrijk
- 5 startplaatsen:  Wit-Rusland,  Tsjechië,  Polen,  Italië,  Canada
- 4 startplaatsen:  Finland,  Slowakije,  Zwitserland,  Verenigde Staten,  Slovenië
- 3 startplaatsen:  Zweden,  Roemenië,  Estland,  Bulgarije,  Oostenrijk
- 2 startplaatsen:  Kazachstan,  China,  Litouwen,  Japan,  Andorra
- 1 startplaatsen:  Zuid-Korea,  Spanje,  Letland,  Nederland,  Verenigd Koninkrijk
- 0 startplaatsen:  Nieuw-Zeeland,  Hongarije,  Brazilië

Landen zonder startplaatsen konden via een wildcard meedoen aan de wereldbeker.
Er werden ook eisen aan de deelnemers gesteld. Zo mochten alleen biatleten meedoen die bij bepaalde wedstrijden in een bepaalde periode ten minste één keer op een achterstand van maximaal 15% ten opzichte van het gemiddelde van de top 3 waren geëindigd. Alle deelnemers aan de estafette moesten ook voldoen aan het individuele criteria.
Voor elke wedstrijdlocatie mochten landen twee extra biatleten aanmelden. Uit deze groep moesten de deelnemers op de individuele wedstrijden worden geselecteerd.

## Mannen

### Kalender
| Datum                               | Plaats               | Onderdeel             | Eerste                                                                                     | Tweede                                                                                      | Derde                                                                                  |
| ----------------------------------- | -------------------- | --------------------- | ------------------------------------------------------------------------------------------ | ------------------------------------------------------------------------------------------- | -------------------------------------------------------------------------------------- |
| 03/12/2014                          | Östersund            | 20 km individueel     | Emil Hegle Svendsen                                                                        | Serhij Semenov                                                                              | Michal Šlesingr                                                                        |
| 06/12/2014                          | Östersund            | 10 km sprint          | Martin Fourcade                                                                            | Ondřej Moravec                                                                              | Jakov Fak                                                                              |
| 07/12/2014                          | Östersund            | 12,5 km achtervolging | Martin Fourcade                                                                            | Anton Sjipoelin                                                                             | Emil Hegle Svendsen                                                                    |
| 12/12/2014                          | Hochfilzen           | 10 km sprint          | Johannes Thingnes Bø                                                                       | Simon Schempp                                                                               | Andreas Birnbacher                                                                     |
| 13/12/2014                          | Hochfilzen           | 4 x 7,5 km estafette  | Rusland Maksim Tsvetkov Timofej Lapsjin Dmitri Malysjko Anton Sjipoelin                    | Frankrijk Simon Fourcade Jean-Guillaume Béatrix Simon Desthieux Martin Fourcade             | Noorwegen Johannes Thingnes Bø Emil Hegle Svendsen Lars Helge Birkeland Tarjei Bø      |
| 14/12/2014                          | Hochfilzen           | 12,5 km achtervolging | Martin Fourcade                                                                            | Simon Schempp                                                                               | Jakov Fak                                                                              |
| 19/12/2014                          | Pokljuka             | 10 km sprint          | Anton Sjipoelin                                                                            | Dominik Landertinger                                                                        | Emil Hegle Svendsen                                                                    |
| 20/12/2014                          | Pokljuka             | 12,5 km achtervolging | Emil Hegle Svendsen                                                                        | Anton Sjipoelin                                                                             | Martin Fourcade                                                                        |
| 21/12/2014                          | Pokljuka             | 15 km massastart      | Anton Sjipoelin                                                                            | Martin Fourcade                                                                             | Simon Eder                                                                             |
| 08/01/2015                          | Oberhof              | 4 x 7,5 km estafette  | Rusland Jevgeni Garanitsjev Timofej Lapsjin Dmitri Malysjko Anton Sjipoelin                | Noorwegen Vetle Sjåstad Christiansen Alexander Os Johannes Thingnes Bø Ole Einar Bjørndalen | Frankrijk Simon Fourcade Jean-Guillaume Béatrix Simon Desthieux Quentin Fillon Maillet |
| 10/01/2015                          | Oberhof              | 10 km sprint          | Martin Fourcade                                                                            | Ole Einar Bjørndalen                                                                        | Timofej Lapsjin                                                                        |
| 11/01/2015                          | Oberhof              | 15 km massastart      | Martin Fourcade                                                                            | Anton Sjipoelin                                                                             | Dmitri Malysjko                                                                        |
| 15/01/2015                          | Ruhpolding           | 4 x 7,5 km estafette  | Noorwegen Ole Einar Bjørndalen Erlend Bjøntegaard Johannes Thingnes Bø Emil Hegle Svendsen | Duitsland Erik Lesser Andreas Birnbacher Arnd Peiffer Simon Schempp                         | Rusland Jevgeni Garanitsjev Timofej Lapsjin Aleksej Volkov Anton Sjipoelin             |
| 17/01/2015                          | Ruhpolding           | 10 km sprint          | Johannes Thingnes Bø                                                                       | Simon Schempp                                                                               | Arnd Peiffer                                                                           |
| 18/01/2015                          | Ruhpolding           | 15 km massastart      | Simon Schempp                                                                              | Quentin Fillon Maillet                                                                      | Michal Šlesingr                                                                        |
| 22/01/2015                          | Antholz              | 10 km sprint          | Simon Schempp                                                                              | Jevgeni Garanitsjev                                                                         | Jakov Fak                                                                              |
| 24/01/2015                          | Antholz              | 12,5 km achtervolging | Simon Schempp                                                                              | Simon Eder                                                                                  | Jevgeni Garanitsjev                                                                    |
| 25/01/2015                          | Antholz              | 4 x 7,5 km estafette  | Noorwegen Ole Einar Bjørndalen Tarjei Bø Johannes Thingnes Bø Emil Hegle Svendsen          | Duitsland Erik Lesser Daniel Böhm Arnd Peiffer Simon Schempp                                | Frankrijk Simon Fourcade Quentin Fillon Maillet Simon Desthieux Jean-Guillaume Béatrix |
| 07/02/2015                          | Nové Město na Moravě | 10 km sprint          | Jakov Fak                                                                                  | Simon Schempp                                                                               | Jean-Guillaume Béatrix                                                                 |
| 08/02/2015                          | Nové Město na Moravě | 12,5 km achtervolging | Jakov Fak                                                                                  | Simon Schempp                                                                               | Martin Fourcade                                                                        |
| 12/02/2015                          | Oslo                 | 20 km individueel     | Martin Fourcade                                                                            | Jevgeni Garanitsjev                                                                         | Serhij Semenov                                                                         |
| 14/02/2015                          | Oslo                 | 10 km sprint          | Arnd Peiffer                                                                               | Martin Fourcade                                                                             | Anton Sjipoelin                                                                        |
| 15/02/2015                          | Oslo                 | 4 x 7,5 km estafette  | Rusland Jevgeni Garanitsjev Maksim Tsvetkov Dmitri Malysjko Anton Sjipoelin                | Duitsland Erik Lesser Andreas Birnbacher Arnd Peiffer Simon Schempp                         | Oostenrijk Daniel Mesotitsch Simon Eder Sven Grossegger Dominik Landertinger           |
| Wereldkampioenschappen biatlon 2015 |                      |                       |                                                                                            |                                                                                             |                                                                                        |
| 07/03/2015                          | Kontiolahti          | 10 km sprint          | Johannes Thingnes Bø                                                                       | Nathan Smith                                                                                | Tarjei Bø                                                                              |
| 08/03/2015                          | Kontiolahti          | 12,5 km achtervolging | Erik Lesser                                                                                | Anton Sjipoelin                                                                             | Tarjei Bø                                                                              |
| 12/03/2015                          | Kontiolahti          | 20 km individueel     | Martin Fourcade                                                                            | Emil Hegle Svendsen                                                                         | Ondřej Moravec                                                                         |
| 14/03/2015                          | Kontiolahti          | 4 x 7,5 km estafette  | Duitsland Erik Lesser Daniel Böhm Arnd Peiffer Simon Schempp                               | Noorwegen Ole Einar Bjørndalen Tarjei Bø Johannes Thingnes Bø Emil Hegle Svendsen           | Frankrijk Simon Fourcade Jean-Guillaume Béatrix Quentin Fillon Maillet Martin Fourcade |
| 15/03/2015                          | Kontiolahti          | 15 km massastart      | Jakov Fak                                                                                  | Ondřej Moravec                                                                              | Tarjei Bø                                                                              |
| 19/03/2015                          | Chanty-Mansiejsk     | 10 km sprint          | Martin Fourcade                                                                            | Anton Sjipoelin                                                                             | Benedikt Doll                                                                          |
| 21/03/2015                          | Chanty-Mansiejsk     | 12,5 km achtervolging | Nathan Smith                                                                               | Benedikt Doll                                                                               | Anton Sjipoelin                                                                        |
| 22/03/2015                          | Chanty-Mansiejsk     | 15 km massastart      | Jakov Fak                                                                                  | Anton Sjipoelin                                                                             | Tarjei Bø                                                                              |

### Eindstanden
| Algemene wereldbeker |                        |      |        |
| #                    | Naam                   | Land | Punten |
| 1                    | Martin Fourcade        | FRA  | 1042   |
| 2                    | Anton Sjipoelin        | RUS  | 978    |
| 3                    | Jakov Fak              | SLO  | 883    |
| 4                    | Simon Schempp          | GER  | 792    |
| 5                    | Johannes Thingnes Bø   | NOR  | 728    |
| 6                    | Ondřej Moravec         | CZE  | 655    |
| 7                    | Jevgeni Garanitsjev    | RUS  | 635    |
| 8                    | Michal Šlesingr        | CZE  | 630    |
| 9                    | Emil Hegle Svendsen    | NOR  | 613    |
| 10                   | Erik Lesser            | GER  | 606    |
| 11                   | Simon Fourcade         | FRA  | 586    |
| 12                   | Fredrik Lindström      | SWE  | 543    |
| 13                   | Arnd Peiffer           | GER  | 538    |
| 14                   | Ole Einar Bjørndalen   | NOR  | 524    |
| 15                   | Simon Eder             | AUT  | 521    |
| 16                   | Nathan Smith           | CAN  | 503    |
| 17                   | Benjamin Weger         | SUI  | 502    |
| 18                   | Daniel Böhm            | GER  | 494    |
| 19                   | Tarjei Bø              | NOR  | 493    |
| 20                   | Jean-Guillaume Béatrix | FRA  | 467    |

| Landenklassement |             |        |
| #                | Land        | Punten |
| 1                | Noorwegen   | 8096,5 |
| 2                | Duitsland   | 8001,5 |
| 3                | Frankrijk   | 7812,5 |
| 4                | Rusland     | 7800,0 |
| 5                | Tsjechië    | 6755,5 |
| 6                | Oostenrijk  | 6750,0 |
| 7                | Oekraïne    | 6216,0 |
| 8                | Zwitserland | 5642,5 |
| 9                | Canada      | 5609   |
| 10               | Slovenië    | 5581,5 |

| Estafettes |             |        |
| #          | Land        | Punten |
| 1          | Rusland     | 311    |
| 2          | Noorwegen   | 308    |
| 3          | Duitsland   | 305    |
| 4          | Frankrijk   | 279    |
| 5          | Oostenrijk  | 242    |
| 6          | Oekraïne    | 206    |
| 7          | Canada      | 198    |
| 8          | Tsjechië    | 193    |
| 9          | Slovenië    | 189    |
| 10         | Zwitserland | 185    |

| Wereldbeker 20 km individueel |                      |      |        |
| #                             | Naam                 | Land | Punten |
| 1                             | Serhij Semenov       | UKR  | 142    |
| 2                             | Martin Fourcade      | FRA  | 120    |
| 3                             | Emil Hegle Svendsen  | NOR  | 114    |
| 4                             | Michal Šlesingr      | CZE  | 109    |
| 5                             | Johannes Thingnes Bø | NOR  | 108    |
| 6                             | Simon Fourcade       | CZE  | 100    |
| 7                             | Erik Lesser          | GER  | 98     |
| 8                             | Jakov Fak            | SLO  | 91     |
| 9                             | Jevgeni Garanitsjev  | RUS  | 86     |
| 10                            | Ondřej Moravec       | CZE  | 77     |

| Wereldbeker 10 km sprint |                      |      |        |
| #                        | Naam                 | Land | Punten |
| 1                        | Martin Fourcade      | FRA  | 416    |
| 2                        | Anton Sjipoelin      | RUS  | 370    |
| 3                        | Simon Schempp        | GER  | 354    |
| 4                        | Jakov Fak            | SLO  | 337    |
| 5                        | Johannes Thingnes Bø | NOR  | 330    |
| 6                        | Jevgeni Garanitsjev  | RUS  | 258    |
| 7                        | Ondřej Moravec       | CZE  | 254    |
| 8                        | Michal Šlesingr      | CZE  | 242    |
| 9                        | Arnd Peiffer         | GER  | 241    |
| 10                       | Benjamin Weger       | SUI  | 239    |

| Wereldbeker 12,5 km achtervolging |                     |      |        |
| #                                 | Naam                | Land | Punten |
| 1                                 | Martin Fourcade     | FRA  | 335    |
| 2                                 | Anton Sjipoelin     | RUS  | 305    |
| 3                                 | Jakov Fak           | SLO  | 282    |
| 4                                 | Simon Schempp       | GER  | 228    |
| 5                                 | Erik Lesser         | GER  | 207    |
| 6                                 | Emil Hegle Svendsen | NOR  | 199    |
| 7                                 | Tarjei Bø           | NOR  | 183    |
| 8                                 | Fredrik Lindström   | SWE  | 181    |
| 9                                 | Jevgeni Garanitsjev | RUS  | 179    |
| 10                                | Nathan Smith        | CAN  | 172    |

| Wereldbeker 15 km massastart |                      |      |        |
| #                            | Naam                 | Land | Punten |
| 1                            | Anton Sjipoelin      | RUS  | 242    |
| 2                            | Jakov Fak            | SLO  | 204    |
| 3                            | Martin Fourcade      | FRA  | 186    |
| 4                            | Simon Eder           | AUT  | 174    |
| 5                            | Ondřej Moravec       | CZE  | 167    |
| 6                            | Michal Šlesingr      | CZE  | 148    |
| 7                            | Simon Schempp        | GER  | 146    |
| 8                            | Fredrik Lindström    | SWE  | 146    |
| 9                            | Johannes Thingnes Bø | NOR  | 144    |
| 10                           | Tarjei Bø            | NOR  | 134    |

## Vrouwen

### Kalender
| Datum                               | Plaats               | Onderdeel           | Eerste                                                                      | Tweede                                                                                 | Derde                                                                                  |
| ----------------------------------- | -------------------- | ------------------- | --------------------------------------------------------------------------- | -------------------------------------------------------------------------------------- | -------------------------------------------------------------------------------------- |
| 04/12/2014                          | Östersund            | 15 km individueel   | Darja Domratsjeva                                                           | Kaisa Mäkäräinen                                                                       | Valj Semerenko                                                                         |
| 06/12/2014                          | Östersund            | 7,5 km sprint       | Tiril Eckhoff                                                               | Veronika Vítková                                                                       | Kaisa Mäkäräinen                                                                       |
| 07/12/2014                          | Östersund            | 10 km achtervolging | Kaisa Mäkäräinen                                                            | Valj Semerenko                                                                         | Dorothea Wierer                                                                        |
| 12/12/2014                          | Hochfilzen           | 7,5 km sprint       | Kaisa Mäkäräinen                                                            | Karin Oberhofer                                                                        | Tiril Eckhoff                                                                          |
| 13/12/2014                          | Hochfilzen           | 4 x 6 km estafette  | Duitsland Luise Kummer Franziska Hildebrand Vanessa Hinz Franziska Preuß    | Wit-Rusland Nadezjda Skardino Nastassia Doebarezava Nadzeja Pisareva Darja Domratsjeva | Tsjechië Eva Puskarčíková Gabriela Soukalová Jitka Landová Veronika Vítková            |
| 14/12/2014                          | Hochfilzen           | 10 km achtervolging | Kaisa Mäkäräinen                                                            | Jekaterina Glazyrina                                                                   | Anaïs Bescond                                                                          |
| 18/12/2014                          | Pokljuka             | 7,5 km sprint       | Gabriela Soukalová                                                          | Dorothea Wierer                                                                        | Valj Semerenko                                                                         |
| 20/12/2014                          | Pokljuka             | 10 km achtervolging | Darja Domratsjeva                                                           | Kaisa Mäkäräinen                                                                       | Valj Semerenko                                                                         |
| 21/12/2014                          | Pokljuka             | 12,5 km massastart  | Kaisa Mäkäräinen                                                            | Anaïs Bescond                                                                          | Nadezjda Skardino                                                                      |
| 07/01/2015                          | Oberhof              | 4 x 6 km estafette  | Tsjechië Eva Puskarčíková Gabriela Soukalová Jitka Landová Veronika Vítková | Frankrijk Marine Bolliet Marie Dorin Habert Justine Braisaz Anaïs Bescond              | Wit-Rusland Nadezjda Skardino Nastassia Doebarezava Nadzeja Pisareva Darja Domratsjeva |
| 09/01/2015                          | Oberhof              | 7,5 km sprint       | Veronika Vítková                                                            | Dorothea Wierer                                                                        | Nicole Gontier                                                                         |
| 11/01/2015                          | Oberhof              | 12,5 km massastart  | Darja Domratsjeva                                                           | Veronika Vítková                                                                       | Tiril Eckhoff                                                                          |
| 14/01/2015                          | Ruhpolding           | 4 x 6 km estafette  | Tsjechië Eva Puskarčíková Gabriela Soukalová Jitka Landová Veronika Vítková | Wit-Rusland Nadezjda Skardino Irina Krjoeko Nadzeja Pisareva Darja Domratsjeva         | Duitsland Franziska Preuß Franziska Hildebrand Vanessa Hinz Laura Dahlmeier            |
| 16/01/2015                          | Ruhpolding           | 7,5 km sprint       | Fanny Horn                                                                  | Darja Domratsjeva                                                                      | Tiril Eckhoff                                                                          |
| 18/01/2015                          | Ruhpolding           | 12,5 km massastart  | Darja Domratsjeva                                                           | Franziska Preuß                                                                        | Veronika Vítková                                                                       |
| 23/01/2015                          | Antholz              | 7,5 km sprint       | Darja Domratsjeva                                                           | Kaisa Mäkäräinen                                                                       | Laura Dahlmeier                                                                        |
| 24/01/2015                          | Antholz              | 10 km achtervolging | Darja Domratsjeva                                                           | Darja Virolajnen                                                                       | Kaisa Mäkäräinen                                                                       |
| 25/01/2015                          | Antholz              | 4 x 6 km estafette  | Duitsland Franziska Hildebrand Franziska Preuß Luise Kummer Laura Dahlmeier | Tsjechië Eva Puskarčíková Gabriela Soukalová Jitka Landová Veronika Vítková            | Oekraïne Joelia Dzjyma Natalja Boerdyga Olga Abramova Valj Semerenko                   |
| 07/02/2015                          | Nové Město na Moravě | 7,5 km sprint       | Laura Dahlmeier                                                             | Franziska Hildebrand                                                                   | Darja Domratsjeva                                                                      |
| 08/02/2015                          | Nové Město na Moravě | 10 km achtervolging | Darja Domratsjeva                                                           | Kaisa Mäkäräinen                                                                       | Laura Dahlmeier                                                                        |
| 12/02/2015                          | Oslo                 | 15 km individueel   | Kaisa Mäkäräinen                                                            | Darja Domratsjeva                                                                      | Veronika Vítková                                                                       |
| 14/02/2015                          | Oslo                 | 7,5 km sprint       | Darja Domratsjeva                                                           | Laura Dahlmeier                                                                        | Marie Dorin Habert                                                                     |
| 15/02/2015                          | Oslo                 | 4 x 6 km estafette  | Tsjechië Eva Puskarčíková Gabriela Soukalová Jitka Landová Veronika Vítková | Italië Dorothea Wierer Nicole Gontier Federica Sanfilippo Karin Oberhofer              | Frankrijk Anaïs Bescond Enora Latuilliere Coline Varcin Marie Dorin Habert             |
| Wereldkampioenschappen biatlon 2015 |                      |                     |                                                                             |                                                                                        |                                                                                        |
| 07/03/2015                          | Kontiolahti          | 7,5 km sprint       | Marie Dorin Habert                                                          | Weronika Nowakowska-Ziemniak                                                           | Valj Semerenko                                                                         |
| 08/03/2015                          | Kontiolahti          | 10 km achtervolging | Marie Dorin Habert                                                          | Laura Dahlmeier                                                                        | Weronika Nowakowska-Ziemniak                                                           |
| 11/03/2015                          | Kontiolahti          | 15 km individueel   | Jekaterina Joerlova                                                         | Gabriela Soukalová                                                                     | Kaisa Mäkäräinen                                                                       |
| 13/03/2015                          | Kontiolahti          | 4 x 6 km estafette  | Duitsland Franziska Hildebrand Franziska Preuß Vanessa Hinz Laura Dahlmeier | Frankrijk Anaïs Bescond Enora Latuilliere Justine Braisaz Marie Dorin Habert           | Italië Lisa Vittozzi Karin Oberhofer Nicole Gontier Dorothea Wierer                    |
| 15/03/2015                          | Kontiolahti          | 12,5 km massastart  | Valj Semerenko                                                              | Franziska Preuß                                                                        | Karin Oberhofer                                                                        |
| 20/03/2015                          | Chanty-Mansiejsk     | 7,5 km sprint       | Kaisa Mäkäräinen                                                            | Laura Dahlmeier                                                                        | Darja Domratsjeva                                                                      |
| 21/03/2015                          | Chanty-Mansiejsk     | 10 km achtervolging | Darja Domratsjeva                                                           | Laura Dahlmeier                                                                        | Franziska Preuß                                                                        |
| 22/03/2015                          | Chanty-Mansiejsk     | 12,5 km massastart  | Laura Dahlmeier                                                             | Gabriela Soukalová                                                                     | Marie Dorin-Habert                                                                     |

### Eindstanden
| Algemene wereldbeker |                              |      |        |
| #                    | Naam                         | Land | Punten |
| 1                    | Darja Domratsjeva            | BLR  | 1092   |
| 2                    | Kaisa Mäkäräinen             | FIN  | 1044   |
| 3                    | Valj Semerenko               | UKR  | 865    |
| 4                    | Veronika Vítková             | CZE  | 793    |
| 5                    | Franziska Hildebrand         | GER  | 757    |
| 6                    | Gabriela Soukalová           | CZE  | 752    |
| 7                    | Dorothea Wierer              | ITA  | 745    |
| 8                    | Laura Dahlmeier              | GER  | 725    |
| 9                    | Franziska Preuß              | GER  | 651    |
| 10                   | Karin Oberhofer              | ITA  | 643    |
| 11                   | Tiril Eckhoff                | NOR  | 598    |
| 12                   | Anaïs Bescond                | FRA  | 545    |
| 13                   | Jekaterina Glazyrina         | RUS  | 544    |
| 14                   | Weronika Nowakowska-Ziemniak | POL  | 529    |
| 15                   | Marie Dorin Habert           | FRA  | 526    |
| 16                   | Darja Virolajnen             | RUS  | 499    |
| 17                   | Susan Dunklee                | USA  | 458    |
| 18                   | Nadezjda Skardino            | BLR  | 442    |
| 19                   | Jana Gereková                | SVK  | 428    |
| 20                   | Vanessa Hinz                 | GER  | 412    |

| Landenklassement |             |        |
| #                | Land        | Punten |
| 1                | Duitsland   | 7853,5 |
| 2                | Tsjechië    | 7646,5 |
| 3                | Frankrijk   | 7400,5 |
| 4                | Wit-Rusland | 7266,5 |
| 5                | Oekraïne    | 7074,0 |
| 6                | Rusland     | 7001,0 |
| 7                | Noorwegen   | 6942,5 |
| 8                | Italië      | 6818,0 |
| 9                | Polen       | 6013,5 |
| 10               | Oostenrijk  | 5259   |

| Estafettes |             |        |
| #          | Land        | Punten |
| 1          | Tsjechië    | 316    |
| 2          | Duitsland   | 302    |
| 3          | Frankrijk   | 266    |
| 4          | Wit-Rusland | 262    |
| 5          | Italië      | 253    |
| 6          | Oekraïne    | 238    |
| 7          | Noorwegen   | 232    |
| 8          | Rusland     | 230    |
| 9          | Polen       | 196    |
| 10         | Canada      | 180    |

| Wereldbeker 15 km individueel |                      |      |        |
| #                             | Naam                 | Land | Punten |
| 1                             | Kaisa Mäkäräinen     | FIN  | 162    |
| 2                             | Darja Domratsjeva    | BLR  | 139    |
| 3                             | Veronika Vítková     | CZE  | 122    |
| 4                             | Franziska Hildebrand | GER  | 103    |
| 5                             | Nadezjda Skardino    | BLR  | 89     |
| 6                             | Gabriela Soukalová   | CZE  | 86     |
| 7                             | Jekaterina Joerlova  | RUS  | 82     |
| 8                             | Laura Dahlmeier      | GER  | 81     |
| 9                             | Susan Dunklee        | USA  | 79     |
| 10                            | Megan Heinicke       | CAN  | 78     |

| Wereldbeker 7,5 km sprint |                      |      |        |
| #                         | Naam                 | Land | Punten |
| 1                         | Darja Domratsjeva    | BLR  | 416    |
| 2                         | Kaisa Mäkäräinen     | FIN  | 364    |
| 3                         | Veronika Vítková     | CZE  | 347    |
| 4                         | Dorothea Wierer      | ITA  | 333    |
| 5                         | Valj Semerenko       | UKR  | 328    |
| 6                         | Tiril Eckhoff        | NOR  | 307    |
| 7                         | Franziska Hildebrand | GER  | 302    |
| 8                         | Laura Dahlmeier      | GER  | 292    |
| 9                         | Gabriela Soukalová   | CZE  | 281    |
| 10                        | Karin Oberhofer      | ITA  | 266    |

| Wereldbeker 10 km achtervolging |                      |      |        |
| #                               | Naam                 | Land | Punten |
| 1                               | Kaisa Mäkäräinen     | FIN  | 348    |
| 2                               | Darja Domratsjeva    | BLR  | 347    |
| 3                               | Valj Semerenko       | UKR  | 255    |
| 4                               | Laura Dahlmeier      | GER  | 224    |
| 5                               | Dorothea Wierer      | ITA  | 214    |
| 6                               | Franziska Hildebrand | GER  | 204    |
| 7                               | Gabriela Soukalová   | CZE  | 195    |
| 8                               | Franziska Preuß      | GER  | 194    |
| 9                               | Veronika Vítková     | CZE  | 191    |
| 10                              | Jekaterina Glazyrina | RUS  | 190    |

| Wereldbeker 12,5 km massastart |                      |      |        |
| #                              | Naam                 | Land | Punten |
| 1                              | Franziska Preuß      | GER  | 218    |
| 2                              | Valj Semerenko       | UKR  | 210    |
| 3                              | Darja Domratsjeva    | BLR  | 206    |
| 4                              | Gabriela Soukalová   | CZE  | 200    |
| 5                              | Kaisa Mäkäräinen     | FIN  | 193    |
| 6                              | Karin Oberhofer      | ITA  | 172    |
| 7                              | Anaïs Bescond        | FRA  | 166    |
| 8                              | Franziska Hildebrand | GER  | 163    |
| 9                              | Darja Virolajnen     | RUS  | 141    |
| 10                             | Veronika Vítková     | CZE  | 137    |

## Gemengd

### Kalender
| Datum                               | Plaats               | Onderdeel                                | Eerste                                                                      | Tweede                                                                                   | Derde                                                                     |
| ----------------------------------- | -------------------- | ---------------------------------------- | --------------------------------------------------------------------------- | ---------------------------------------------------------------------------------------- | ------------------------------------------------------------------------- |
| 30/11/2014                          | Östersund            | 2 x 6 km + 2 x 7,5 km gemengde estafette | Frankrijk Anaïs Bescond Anaïs Chevalier Simon Fourcade Martin Fourcade      | Noorwegen Synnøve Solemdal Tiril Eckhoff Vetle Sjåstad Christiansen Lars Helge Birkeland | Duitsland Franziska Hildebrand Franziska Preuß Arnd Peiffer Simon Schempp |
| 06/02/2015                          | Nové Město na Moravě | Single Mixed Relay                       | Rusland Jana Romanova Aleksej Volkov                                        | Noorwegen Marte Olsbu Henrik L'Abée-Lund                                                 | Oekraïne Joelia Dzjyma Artem Tysjtsjenko                                  |
| 06/02/2015                          | Nové Město na Moravě | 2 x 6 km + 2 x 7,5 km gemengde estafette | Noorwegen Fanny Horn Tiril Eckhoff Johannes Thingnes Bø Tarjei Bø           | Tsjechië Veronika Vítková Gabriela Soukalová Michal Šlesingr Ondřej Moravec              | Oekraïne Iryna Varvynets Valj Semerenko Dmytro Pidroesjnyi Serhij Semenov |
| Wereldkampioenschappen biatlon 2015 |                      |                                          |                                                                             |                                                                                          |                                                                           |
| 05/03/2015                          | Kontiolahti          | 2 x 6 km + 2 x 7,5 km gemengde estafette | Tsjechië Veronika Vítková Gabriela Soukalová Michal Šlesingr Ondřej Moravec | Frankrijk Anaïs Bescond Marie Dorin Habert Jean-Guillaume Béatrix Martin Fourcade        | Noorwegen Fanny Horn Tiril Eckhoff Johannes Thingnes Bø Tarjei Bø         |

### Eindstand
| Gemengde estafette¹ |                  |        |
| #                   | Land             | Punten |
| 1                   | Noorwegen        | 216    |
| 2                   | Frankrijk        | 194    |
| 3                   | Tsjechië         | 174    |
| 4                   | Oekraïne         | 169    |
| 5                   | Duitsland        | 167    |
| 6                   | Rusland          | 163    |
| 7                   | Wit-Rusland      | 139    |
| 8                   | Verenigde Staten | 138    |
| 9                   | Oostenrijk       | 131    |
| 10                  | Slovenië         | 120    |

1 In het klassement voor wereldbeker gemengde estafette tellen zowel de gemengde estafette als de single-mixed-relay mee.

## Sponsoren en partners
|                          | Sponsor/partner           |
| ------------------------ | ------------------------- |
| Titelsponsor             | BMW                       |
| Premium sponsoren        | Viessmann                 |
| Premium sponsoren        | Deutsche Kreditbank (DKB) |
| Premium sponsoren        | E.ON                      |
| Hoofdsponsoren           | Erdinger                  |
| Hoofdsponsoren           | Bauhaus                   |
| Datapartner              | IFS                       |
| Tijdpartner              | Polar Electro             |
| Media & marketingpartner | Infront Sports & Media    |
| Mediapartner             | Eurovision                |